# Canzoni da Cortile - Le canzoni del Tabarin
Canzoni da Cortile - Le canzoni del Tabarin è un album della cantante italiana Milva, pubblicato dall'etichetta discografica Cetra (numero di catalogo LPB 35023) nel 1963.

## Il disco
L'LP fu il primo "concept album" di Milva (invece della consueta raccolta di brani già pubblicati su 45 giri ed EP), con canzoni prese e riarrangiate dalla tradizione italiana tra le due guerre mondiali, soprattutto degli anni venti e trenta. I due lati, dotati di un proprio titolo e di una propria copertina ciascuno, sono dedicati a due filoni della musica popolare di quegli anni: quello dei cantastorie o chansonniers da strada e quello delle atmosfere torbide e decadenti dei tabarin e dei café chantant. Vennero scelte canzoni di vari interpreti (Nilo Ossani, Luciano Virgili, Gino Franzi, fino a Gastone di Petrolini), riarrangiate da Gino Negri in maniera diversa, ma in chiave "antica" piuttosto che moderna per ricreare le atmosfere di quell'epoca.
L'interpretazione di Milva, artista giovane, sul mercato discografico da appena tre anni, colpisce per la varietà delle sfumature e la piena padronanza vocale in pezzi nati per lo più per voci maschili. A seconda delle esigenze del brano, la sua voce cambia tinta, facendosi da beffarda e ironica (Gastone, Scettico blues) ad accorata e profonda (Balocchie  profumi, Miniera).

## Tracce
Lato A
1. Scettico blues (Rulli - De Filippis)
2. Re di cuori (Schoor - Cherubini)
3. Creola (Ripp)
4. Balocchi e profumi (E. A. Mario)
5. Gastone (Petrolini)
6. Lucciole vagabonde (Cherubini - Bixio)

Lato B
1. Spazzacamino (Cherubini - Rusconi)
2. Miniera (Cherubini - Bixio)
3. Le rose rosse (E. A. Mario)
4. Il tango delle capinere (Cherubini - Bixio)
5. Ladra (E. A. Mario)
6. Finestra chiusa (D'Anzi - Brachi)